# سماوي مغبر
السماوي المغبر (بالإنجليزية: celeste polvere (dusty))‏ هو أحد تدرجات اللون الأزرق السماوي.